# Dionisio Amundarain
Dionisio Amundarain Saratsola (Isasondo, Guipúzcoa, 23 de mayo de 1930) es un traductor, corrector de textos, impulsor del euskera, profesor de euskera, sacerdote católico y benedictino. Principal impulsor de la creación del Maizpide euskaltegia así como su primer director. Dirigió el grupo que tradujo la Elizen Arteko Biblia. Es miembro correspondiente y miembro honorario de Euskaltzaindia, así como miembro de la Comisión Gramatical de la misma. Dejó el monasterio benedictino de Lazcano en 1986 ya que se vio forzado a elegir entre su dedicación al euskera o la vuelta al monasterio y optó por el euskera. Hoy en día vive en Lazcano.

[...] quiero agradecer de corazón, Dionisio, el encomiable trabajo que ha hecho a favor del euskera. De veras, su actitud ha sido honesta.Y en todas partes digo lo mismo: hay muy pocas personas en las siete provincias que escriban en euskera tan bien como Dionisio Amundarain. Dionisio es maestro de maestros.

Gotzon Garate

## Biografía
Nació en el caserío Lukusin de Isasondo, en 1930, en una familia de 11 hijos. Los tres hermanos mayores fueron reclutados a la fuerza por los requetés, para luchar junto a Franco. El cuarto, en cambio, fue voluntario para librar al hermano mayor y murió en la guerra.
Dionisio, de niño, comenzó a ayudar en las tareas del caserío, sobre todo cuidando las ovejas, ya que su padre era pastor. El único de los once hermanos que parecía destinado a sucederle en la tarea era el que murió en la guerra. Aunque Dionisio también había trabajado mucho  con las ovejas en el trabajo,  carecía del instinto necesario para ello. Por otro lado, como comenzó muy pequeño en estas tareas (con seis años ya pastoreaba en Aralar), fue a la escuela muy poco en su infancia.

### Estudios

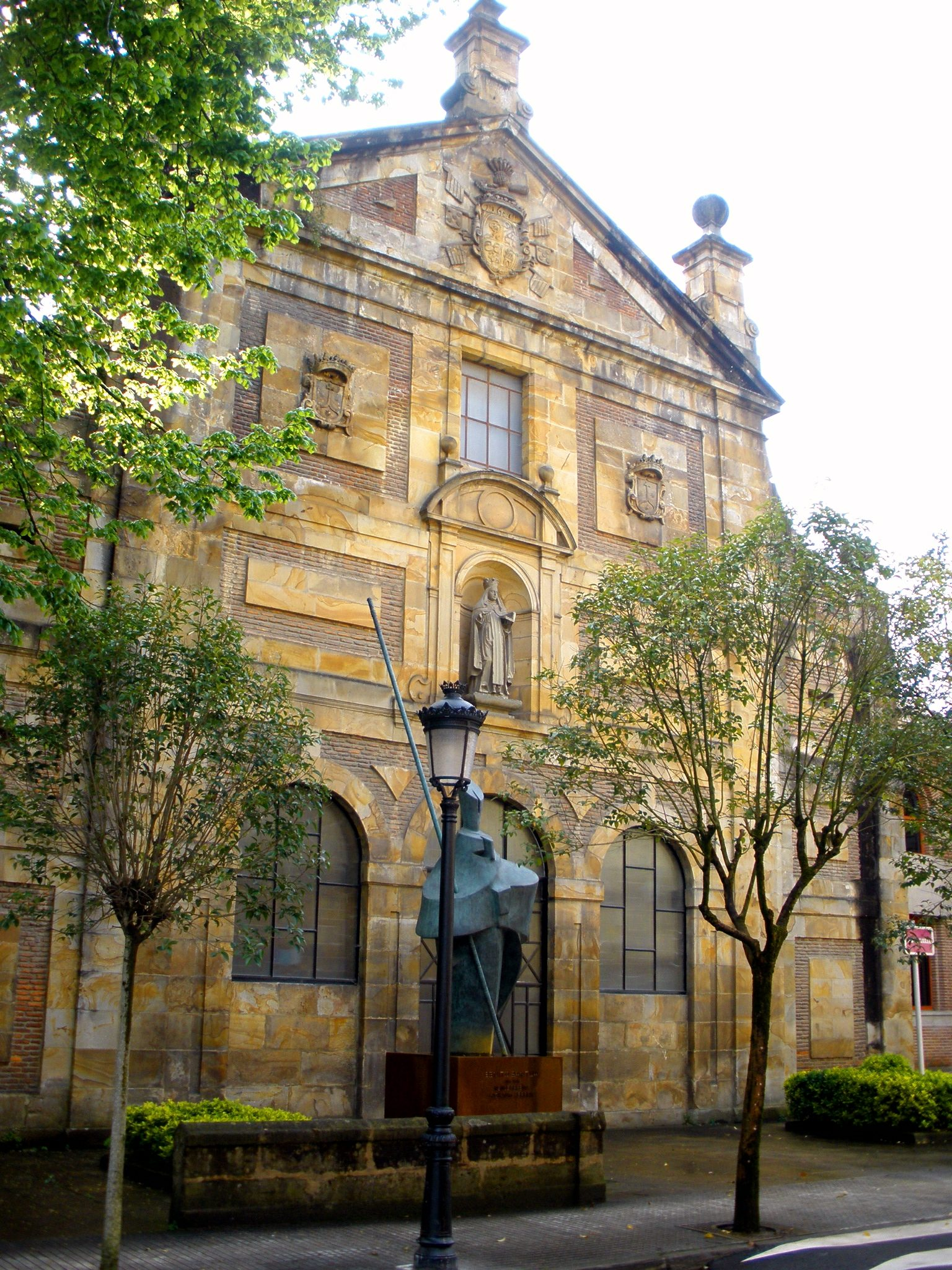
Sus estudios básicos para ser sacerdote los hizo en el monasterio de los Benedictinos de Lazcano

Cuando tenía diez años, decidió ingresar en el monasterio de los Benedictinos de Lazcano. Allí hizo los estudios básicos, el noviciado y el resto de sus estudios.  En 1948 profesó como benedictino y en 1953 se ordenó sacerdote.  También estuvo estudiando teología y filosofía en Roma y en París. Tras  tres o cuatro años en Estíbaliz,  cuando volvió a Lazcano comenzó a escribir y leer en euskera, que anteriormente conocía sólo de forma oral, así como a traducir textos al euskera. 
Entre los benedictinos encontró el lugar apropiado para aquel trabajo, ya que en el convento iba reforzándose el sentimiento y el ambiente a favor del euskera. Dionisio se sumergió en esta atmósfera de impulso del euskera, tanto aprendiendo como enseñando. Para él, los dos profesores y  agentes más importantes fueron Elbira Zipitria y Nikolas Ormaetxea Orixe. Leyendo las obras de Orixeren fue como consiguió dominar los entresijos del euskera. Elbira Zipitria fue su primera  profesora de euskera, en el curso 1952-1953. Los domingos, después de misa daba clase a un pequeño grupo y leían obras de Orixe.
También hizo la carrera de música: cuando terminó la carrera de piano, él mismo tocaba el órgano en misa. Tampoco para la música tenía especial talento, pero era tan concienzudo en el trabajo que consiguió terminar los estudios.
Empezó a publicar sus primeras traducciones en la revista del convento, La llamada del Señor, y desde entonces tradujo ininterrumpidamente oraciones y  textos eclesiásticos. En numerosas ocasiones cayó en manos de la censura,  como escritor y como traductor. 
Tras un ensayo de la UPV en San Juan de Luz en 1974,  comenzó a organizar cursos de alfabetización en el convento. De ahí partió la trayectoria de Dionisio Amundarain a favor de la enseñanza del euskera en el Goyerri: creó las clases nocturnas, propició el Maizpide Euskaltegia, del que ha sido director, profesor y responsable principal, fundador de la Asociación cultural de las escuelas vascas del Goyerri, colaborador del Gerriko Sariketa 
Dionisio convirtió a los goierritarras, y a los lazkaotarras especialmente, en amigos y colaboradores de los euskaldun berris (estudiantes de euskera): en la mayor parte de las familias han acogido alguna vez algún alumno para la práctica oral de la lengua. En algunas épocas, el pueblo entero de Lazkano se convería en un euskaltegi.

### Desde la Escuela vasca de Lazcano a Maizpide

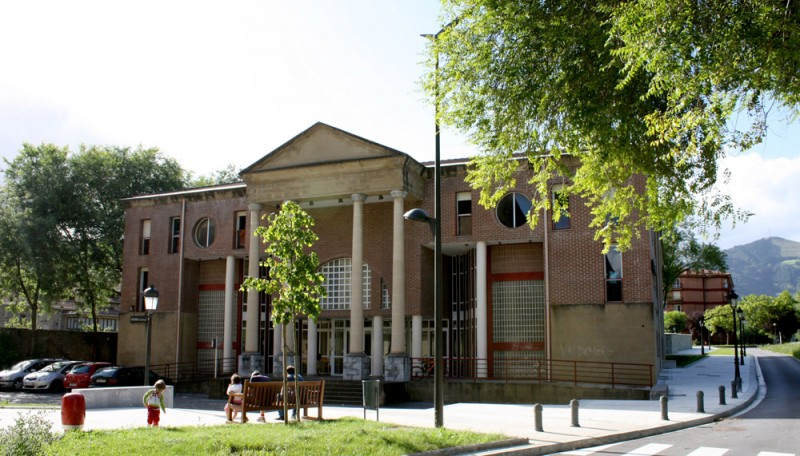
Maizpide euskaltegia, El fruto más evidente del trabajo de Amundarain.

En 1966 se estaba empezando a percibir la necesidad de alfabetización de los hablantes de euskera. Tras la célebre carta que envió Rikardo Arregi Aranburu a Euskaltzaindia, se publicaron en la revista Zeruko Argia las opiniones de Mikel Ugalde, Juan San Martín, Paulo Iztueta y el mismo Rikardo Arregi. En ese ambiente se organizó el primer intento de alfabetización del Goyerri, en 1968, en el colegio de la Salle San Martín de Loinaz, de Beasáin.
De ahí en adelante, en el mismo curso 1968-1969 empezaron las clases de alfabetización y aprendizaje de euskera de pueblo en pueblo del Goyerri: Lazkano, Legorretan, Itsasondon, Zaldibian... Primero, en muchos otros pueblos más después más. Los trastornos fueron en algunos años, pero desde 1974 avanzar Goierriko Vasco Escuela fuerte estuvo en el trabajo.
En 1975 se organizó el primer Curso de Verano en el monasterio benedictino, con Dionisio Amundarain como organizador principal. En aquel curso hubo 22 alumnos. Dos años más tarde, en el curso 1977-1978, fueron 580 alumnos. 
De 1980 hasta abril de 1988, Dionisio Amundarain  fue director, profesor y responsable de la Escuela Vasca . Cuando surgió HABE, en 1981, la Escuela Vasca del Goyerri y ese organismo firmaron un convenio, para construir el barnetegi de Lazcano  y sendos euskaltegis municipales en Villafranca de Ordicia y Beasáin. De ese modo se creó el actual Maizpide euskaltegia. El municipio cedió los terrenos, solucionó los problemas que surgían, se encargó de las obras, etcétera. Por último, en 1988 se abrieron las puertas. El centro creado por la iniciativa de  Dionisio Amundarainen tomó el nombre del caserío cercano.
Cientos de alumnos de toda índole y orígenes han acudido a Maizpide hasta hoy. Puede decirse que es el euskaltegi más grande de Guipúzcoa y el más famoso. Desde 1988 hasta 1990, Dionisio fue su profesor y director hasta que en 1990 consiguió el puesto de trabajo de traductor en el IVAP  en Vitoria.

### Traductor de textos y corrector infatigable
Dionisio Amundarain ha sido pionero en el proceso de euskaldunización y alfabetización, no sólo como organizador o impulsor, también como escritor, corrector y traductor. Los libros en los que Dionisio ha tomado parte de una forma u otra forman una larga lista, de la que la colección Gerriko es una muestra clave.
También ha colaborado en innumerables obras como traductor de los textos o traductor en otras áreas. Entre otros, se ha encargado de corregir y seleccionar las obras participantes en el certamen Gerriko Ikerlan desde su inicio, en 1990, casi sin interrupción.
Sus trabajos de traducción son muy abundantes. Ha creado la versión en euskera de libros de temas diversos para las editoriales Gaur, Etor y la de la Universidad de Deusto: economía, arte, política, literatura... También en algunas enciclopedias su aportación ha sido productiva. En el área de religión ha traducido de todo: lecciones cristianas, libros de oración, misales, lecturas cristianas...
Entre todas estas obras destaca Elizen arteko Biblia, traducción interconfesional de la biblia al euskera (1994), donde lideró un grupo de traductores con un resultado excelente. Existen pocas versiones de la biblia entera en euskera, y en general ya adaptadas para el lector contemporáneo y sin partir de la original. El excepcional trabajo realizado por el equipo que dirigió Dionisio Amundarain ha sido un hito en varios aspectos: partieron de los textos originarios, tradujeron en equipo, es interconfesional (con la colaboración de católicos y protestantes), se basaron en principios rigurosos de traducción, y utilizaron un lenguaje culto y elegante.
En 1995, cogió la jubilación  de su puesto de trabajo de traductor del IVAP.

## Obras
Los textos más conocidos de Dionisio Amundarain, seguramente, son los artículos, que ha publicado a menudo en la sección de opinión de los periódicos. 
En la base de datos de la comunidad científica vasca Inguma aparecen 29 trabajos escritos por él. Estos son Amundarainen los principales:

### Traducciones
La mayor parte son de temas religiosos:
- Itsasoa ur bazter luzea da (1973). Autor: Martín Ugalde.
- El libro blanco del euskera (1978), cabeza de un grupo de traductor. Autor: Euskaltzaindia.
- Elizen arteko Biblia (1994, 2004), responsable de un grupo de traductores. La obra más destacada de Dionisio Amundarain.
- Biblia: jainkoaren promesak (1998). Autora: Lidia J. Sattgast.
- Biziaren iturria: bioetika  (2000). Autor: José-Román Flecha Andrés.
- Liturgia: historia, ospakizuna, teologia, espiritualitatea (2000). Autor: Matías Augé.
- Bizitza erlijiosoaren teologia  (2001). Autor: José Cristo Rey García Paredes.
- Kristogan izan eta bizi (2001). Autor: Saturnino Gamarra.
- Bibliaren irakurketarako hastapen ikastaroa (2002). Autor: Grupo La Casa de la biblia.
- Laugarren ebanjelioa eta gutunak. Historia, teologia eta kontakizuna (2002). Autor: L. F. García-Viana Caro.
- Kristoren baitako bizitza. Kristau-moralaren oinarriak  (2002). Autor: José-Román Flecha Andrés.
- Israelgo profetak eta jakintsuak (2003). Autor: Jose Luis Elorza Ugarte.
- Ebanjelio sinoptikoak. Eraketa. Erredakzioa. Teologia (2004). Autor: Benito Marconcini.
- Hau saltsa familiarena!, 4 Lehen Hezkuntza (2004). Autor: Carles María Such Fernández.
- Korana (2007). Bajo la dirección de Joxe Arregi Olaizolaren, Dionisio asistió a Iñaki Ugalde  en ese trabajo de traducción.[9]

### Enseñanza del euskera
- Euskal aditza. Alfabetatzeko (1979)
- Esaldi konposatuak (1987)
- Deklinabide ariketak (1988)
- Esamoldeak (1989).

### Religiosas
- Egunean Eguneko Ebanjelioa (2007, 2009).
- Katekesia gaur (2009), con varios autores.

## Premios
- 2001: Premio Abbadia, por su trabajo a favor del euskera.[10]
- 2002: Socio de honor de EIZIE .[11]